# SmallTrip
『Small Trip』（すもーるとりっぷ）はNHK札幌放送局制作でNHK総合テレビジョン（北海道ローカル）で放送されている旅番組。Generation Hの一番組として放送されていて、週末にちいさな荷物でちいさな旅をコンセプトに元ピチカート・ファイヴの野宮真貴を旅人（ナビゲーター）に制作されている。

## 出演
- 野宮真貴

## スタッフ
- 企画・構成・演出・編集・選曲：鈴木謙太郎
- 撮影：藤倉翼、中野修一
- 録音：大槻恭嗣
- MA：依本慎也
- メイク：冨沢ノボル
- デザイン：上田亮、井上麻那巳
- アシスタントディレクター：井上季子
- プロデューサー：大西健太郎

## 放送時間
- 金曜日：22:00 - 22:45